# Sieragi (przystanek kolejowy)
Sieragi – dawny przystanek kolejki wąskotorowej w Wolicy, w gminie Łubnice, w powiecie staszowskim, w województwie świętokrzyskim.